# VESA Local Bus

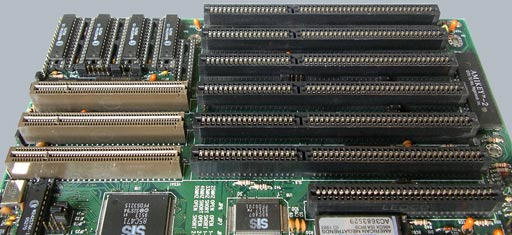
Moderkort med 3 st VESA Local Bus, 6 st 16-bitars ISA samt en 8-bitars ISA.

VESA Local Bus är en gammal standard för expansionskortsanslutningar (buss) i datorer. VL-bussar var vanliga i datorer med Intel 80486-processorer, före PCI-bussen slog igenom. På grund av att VL-bussen var uppbyggd omkring Intel 80486-processorns minneshantering uppstod svårigheter att flytta över tekniken till moderkort för Pentium-processorer, och endast ett fåtal Pentiumdatorer levererades med en VL-buss.
VL-bussen var en utökning av den gamla 16-bitars ISA-bussen i form av ytterligare en sockel bredvid ISA-bussens sockel. Detta gjorde korten för VL-bussen väldigt långa och otympliga. Längden och det stora antalet pinnar på insticksmodulerna gjorde det även mycket krångligt att fysiskt installera eller ta bort expansionskort. 
På grund av tekniska begränsningar gick det inte att ha fler än max 3 VL-bussar på ett moderkort, men det vanligast var att det endast fanns en eller två VL-bussar.
Det absolut vanligaste expansionskortet i en VL-buss var ett grafikkort.
Standarden är satt av VESA därav namnet.